# 准噶尔柳
准噶尔柳（学名：Salix songarica）是杨柳科柳属的植物。分布在中亚地区、伊朗、阿富汗以及中国大陆的新疆等地，生长于海拔1,100米至1,150米的地区，多生在平原河谷以及荒漠小河边。
种加名 songarica  意为“准噶尔的”。